# Ксенобиотик
Ксенобиотики (от греч. ξένος — чуждый и βίος — жизнь) — условная категория обозначения чужеродных химических веществ для живых организмов, естественно не входящих в биотический круговорот. Как правило, повышение концентрации ксенобиотиков в окружающей среде прямо или косвенно связано с хозяйственной деятельностью человека. К ним в ряде случаев относят: пестициды, некоторые моющие средства (детергенты), радионуклиды, синтетические красители, полиароматические углеводороды и другие. Попадая в окружающую природную среду, они могут вызвать повышение частоты аллергических реакций, гибель организмов, изменить наследственные признаки, снизить иммунитет, нарушить обмен веществ, нарушить ход процессов в естественных экосистемах вплоть до уровня биосферы в целом.
Изучение превращений ксенобиотиков путём детоксикации и деградации в живых организмах и во внешней среде важно для организации санитарно-гигиенических мероприятий по охране природы.

## Действие ксенобиотиков
Ксенобиотики — любые чуждые для организма вещества, способные нарушать течение биологических процессов. В большинстве случаев ксенобиотики, попадая в живые организмы, либо имеют различные прямые нежелательные эффекты, либо вследствие биотрансформации образуют токсичные метаболиты, вызывающие:
- токсические или аллергические реакции
- изменения наследственности
- снижение иммунитета
- специфические заболевания (болезнь Минаматы, болезнь итай-итай, злокачественные опухоли)
- искажение обмена веществ, нарушение естественного хода природных процессов в экосистемах, вплоть до уровня биосферы в целом.

Изучением влияния ксенобиотиков на иммунную систему занимается иммунотоксикология.

## Примеры ксенобиотиков
- тяжёлые металлы (кадмий, свинец, ртуть, таллий и другие) и их различные соединения, в особенности опасны органические соединения тяжелых металлов, такие как тетраэтилсвинец
- фреоны
- нефтепродукты (бензол, толуол, смеси ксилолов, дизельное топливо и т. д.)
- полициклические и галогенированные ароматические углеводороды (в том числе ПХБ)
- пестициды
- многие виды пластмасс
- синтетические поверхностно-активные вещества[2]
- Техногенные радионуклиды, такие как цезий-137, иод-131, стронций-90, трансурановые элементы (плутоний, например, является искусственно полученным элементом, не содержащимся в Земной коре)

Большинство веществ, относимых к ксенобиотикам, могут быть найдены в природе. Так, диоксины образуются в результате естественных процессов, таких как извержения вулканов и лесные пожары. Многие вещества могут быть отнесены к ксенобиотикам, если они накопятся в окружающей среде в неестественно высоких концентрациях в процессе промышленного производства или утилизации отходов.

## Ксенобиотики как контаминанты

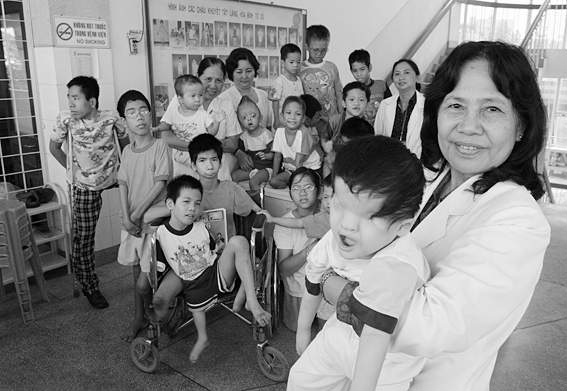
Наглядный пример тератогенного воздействия 2,3,7,8-ТХДД. На снимке группа вьетнамских детей-инвалидов, в большей части пострадавших от агента «Оранж».

Контаминанты являются частным случаем ксенобиотических веществ, и проникают в организм человека и животных исключительно алиментарным путём, то есть через пищевые продукты. В эту группу входят огромное количество различных ксенобиотиков.
Многие контаминанты представляют большую опасность для здоровья или жизни человека, вследствие высокой биологической активности и скорости миграции, и поэтому необходим контроль за качеством и безопасностью продуктов питания.

## Биотрансформация
Липофильные ксенобиотики в настоящее время вызывают особенное внимание экологов и токсикологов, так как, накапливаясь в жировых тканях, способны переходить по пищевой цепи в организмы животных и человека, превращаясь в более полярные и, следовательно, более легко усваиваемые или экскретируемые вещества.